# Paralcis curvilinea
Paralcis curvilinea là một loài bướm đêm trong họ Geometridae.